# Djiépèra
Ne doit pas être confondu avec Djèpèra.
Djiépèra, également orthographié Diépèra, est une localité située dans le département de Kampti de la province du Poni dans la région Sud-Ouest au Burkina Faso.

## Géographie
Djiépèra est situé à environ 8 km au sud-ouest du centre de Kampti, le chef-lieu du département, et de la route nationale 12, ainsi qu'à 3 km au sud de Kompi.

## Santé et éducation
Le centre de soins le plus proche de Djiépèra est le centre de santé et de promotion sociale (CSPS) de Kompi tandis que le centre médical est à Kampti et que le centre hospitalier régional (CHR) de la province se trouve à Gaoua.